# Jazz Samba
Az 1962-es Jazz samba Stan Getz és Charlie Byrd nagylemeze. Ezzel az albummal kezdődött el a bossa nova őrület Amerikában, mely a '60-as évek közepén tetőzött. Stan Getz és Charlie Byrd mellé két nagybőgős (Keter Betts, Gene Joe Byrd) és két dobos (Buddy Deppenschmidt, Bill Reichenbach) csatlakozott. Szerepel az 1001 lemez, amit hallanod kell, mielőtt meghalsz című könyvben.

## Dalok

### Eredeti kiadás
| 1. | Desafinado      | Antonio Carlos Jobim, Newton Mendonça | 5:52 |
| 2. | Samba Dees Days | Charlie Byrd                          | 3:35 |
| 3. | O Pato          | Jayme Silva, Neuza Teixeira           | 2:34 |
| 4. | Samba Triste    | Baden Powell, Billy Blanco            | 4:44 |

| 1. | Samba de Uma Nota Só | Antonio Carlos Jobim, Newton Mendonça | 6:12 |
| 2. | É Luxo Só            | Ary Barroso                           | 3:43 |
| 3. | Baia                 | Ary Barroso                           | 6:49 |

### Bónuszdalok a CD-kiadásról
| 1. | Desafinado (45 rpm) | Antonio Carlos Jobim, Newton Mendonça | 2:00 |

## Helyezések
| Év   | Lista                | Helyezés |
| ---- | -------------------- | -------- |
| 1963 | Billboard Pop Albums | 1        |